# سانتیاگو ورجینی
سانتیاگو ورجینی (انگلیسی: Santiago Vergini؛ زادهٔ ۳ اوت ۱۹۸۸) بازیکن فوتبال اهل آرژانتین است.
از باشگاه‌هایی که در آن بازی کرده است می‌توان به باشگاه فوتبال ساندرلند، باشگاه فوتبال هلاس ورونا، باشگاه فوتبال استودیانتس، باشگاه فوتبال نیولز اولد بویز، و باشگاه فوتبال ختافه اشاره کرد.
وی همچنین در تیم ملی فوتبال آرژانتین بازی کرده است.